# Альфонс Сімбу
Альфонс Фелікс Сімбу (англ. Alphonce Felix Simbu, нар. 14 лютого 1992) — танзанійський легкоатлет, який спеціалізується в марафонському бігу.

## Спортивні досягнення
Бронзовий призер чемпіонату світу у марафонському бігу (2017).
Срібний призер Ігор Співдружності у марафонському бігу (2022).
Дворазовий учасник олімпійських марафонських забігів — 5-е місце на Іграх-2016 та 7-е місце на Іграх-2021.